# Louise Seigneur
Louise Seigneur (12 de febrero de 2005) es una deportista francesa que compite en ciclismo en la modalidad de BMX estilo libre, especialista en la prueba de flatland. Su hermana gemela Jeanne compite en el mismo deporte.
Ganó dos medallas de plata en el Campeonato Europeo de Ciclismo BMX Estilo Libre, en los años 2021 y 2023.

## Palmarés internacional
| Campeonato Europeo | Campeonato Europeo   | Campeonato Europeo | Campeonato Europeo |
| Año                | Lugar                | Medalla            | Competición        |
| ------------------ | -------------------- | ------------------ | ------------------ |
| 2021               | Bochum (Alemania)    | Medalla de plata   | Flatland           |
| 2023               | Duisburgo (Alemania) | Medalla de plata   | Flatland           |